# 欽天曆
《欽天曆》是五代后周到宋初的历法。
后晋天福四年（939年）司天监马重绩所撰的《調元曆》，误差不可用，后周广顺年间，国子博士王处讷撰写《明玄曆》。民间又有《万分曆》。显德三年（956年）端明殿学士王朴奉诏撰写新历法，周世宗命名为《显德欽天曆》，亲自为之制序。付与司天监行用。宋朝乾德二年（965年）使用《應天曆》取代之。